# Eupithecia fredi
Eupithecia fredi  (лат.) — вид бабочек-пядениц (Geometridae). Афганистан. Размах крыльев около 18—22,5 мм. Передние крылья коричневато-серые, задние крылья примерно такие же, но светлее передних. Нижнегубные щупики короткие, меньше диаметра глаза. Сходен с видом E. assectata Dietze, 1904. Вид был описан в 2012 году российским энтомологом Владимиром Мироновым (ЗИН РАН, Санкт-Петербург) и немецким лепидоптерологом Ульрихом Ратцелем (Ulrich Ratzel; Карлсруэ) и назван в честь немецкого лепидоптеролога Фреда Брандта (Fred Brandt), первого сборщика бабочек в Афганистане. Брандт собрал типовую серию во время Второй Мировой войны, находясь в 1941—1942 годах в этой стране по заданию Германского Абвера, вместе с коллегой М. Обердорфером (Dr. M. Oberdörffer, специалистом по тропической медицине). Там они попали под обстрел в Логаре (около Кабула; инцидент, известный как «Logar incident»), Брандт был ранен, а его партнёр погиб. Также погибла и почти вся коллекция собранных там бабочек, кроме типовой серии вида Eupithecia fredi.